# Harpegnathos saltator
Harpegnathos saltator is een mierensoort uit de onderfamilie van de Ponerinae. De wetenschappelijke naam van de soort werd voor het eerst geldig gepubliceerd in 1851 door Thomas Caverhill Jerdon.